# Jaromír Ludvík Hruška
Jaromír Ludvík Hruška (6. ledna 1910 Písek – 1. prosince 1984 Písek) byl český skladatel, varhaník a dirigent.

## Život
Syn skladatele a ředitele kůru v Písku Jaromíra Františka Hrušky (1880–1954), vnuk skladatele a ředitele kůru v Mladé Boleslavi Františka Hrušky (1847–1889). Studoval na Karlově univerzitě práva (titul JUDr. obdržel v roce 1934), na Pražské konzervatoři hru na varhany u Antonína Elšlégra, dirigování u Metoda Doležila, skladbu u Rudolfa Karla, skladbu poté ještě soukromě u Jaroslava Řídkého (1944–1945) a Karla Janečka (1946–1947) a posléze na Akademii múzických umění u Pavla Bořkovce (1947–1951). Zpočátku byl zaměstnán jako právník ve státní službě a současně se věnoval hudbě. V letech 1942 až 1947 řídil pěvecký sbor při chrámu sv. Jakuba v Praze a vystupoval též v rozhlase (1945–1947). Od poloviny 40. let 20. století začaly vznikat jeho významnější skladby. V letech 1959–1977 byl vedoucím ústředního hudebního archivu Československého rozhlasu a souběžně (1964–1975) dómským kapelníkem v chrámu sv. Víta v Praze.

## Dílo
První Hruškovy skladby jsou psány v duchu romantismu s náznaky impresionismu, pod vlivem Karla Janečka nastalo v jeho tvorbě (počínaje 1. houslovou sonátou) období atonality, které během studia u Pavla Bořkovce pozvolna přerostlo ve spojení tonality a citové složky hudby s novějšími postupy. V Hruškově díle převažují skladby komorní se silným zastoupením vokální složky. Mezi orchestrálními skladbami je i několik skladeb oddechového rázu. V některých případech jsou Hruškova díla připisována jeho otci Jaromíru Františku Hruškovi (1880–1954).

### Orchestrální skladby
- Symfonieta pro smyčce (1949–1950)
- Předehra pro velký orchestr (1950–1951)
- Suita pro komorní  orchestr (1961)
- Tři věty pro komorní orchestr (1978–1979)

### Komorní skladby
- Sonáta pro klavír č. 1 (1944–1945)
- Smyčcový kvartet č. 1 (1944–1945)
- Sonáta pro housle a klavír č. 1 (1947)
- Sonáta pro klavír č. 2 (1947–1948)
- Dechový kvintet (1948)
- Sonáta pro violu a klavír (1949)
- Čtyři skladby pro klarinet  a klavír (1955)
- Sonáta pro housle a klavír č. 2 (1959–1960)
- Smyčcový kvartet č. 2 (1953–1954)
- Smyčcový kvartet č. 3 (1968)
- Dvě skladby pro varhany (1979)
- Dvě skladby pro harfu (1980–1981)
- Sonatina pro hoboj a klavír (1981)

### Písně
- Cyklus písní pro střední hlas a klavír, slova Jaroslav Seifert (1944)[4]
- Písně na slova Zikmunda Skyby (1947, přepracováno 1981)[4]
- Lídinčiny písničky, slova Jan Hostáň (1945)[4]
- Písně pro mezzosoprán a klavír nebo komorní orchestr, slova Rabíndranáth Thákur (1945)[4]
- Písně, slova Jiří Orten (1968)[4]
- Biblické písně, na slova Kralická bible (1972)

### Sbory
- Splav. Mužský sbor, slova Fráňa Šrámek (1931)
- Antigona. Mužský sbor, slova Sofokles (1960)
- Žena. Cyklus smíšených sborů, slova Jan Neruda, Antonín Sova a Kniha přísloví (1981–1982)
- Tři sbory pro dívčí nebo ženský sbor, slova Jiří Orten (1982)
- Dětem pro radost. Písně na slova Jana Hostáně pro dětský sbor (1982)